# ニューポート (ニューハンプシャー州)
ニューポート（英: Newport）は、アメリカ合衆国ニューハンプシャー州の町。サリバン郡の郡庁所在地である。人口は6,299人（2020年）。州都コンコードの西70kmの位置にある。町の北西部には屋根付橋がある。メイプルシュガーやリンゴ園があることで知られている。
町の中心部は国勢調査指定地域に指定されている。町内にはケリービルとギルドのビレッジも含まれている。シュガー川に接し、ニューハンプシャー州道10号線と同11号線が交差している。

## 歴史
ニューポートとなった地域は1753年、ニューハンプシャー植民地総督のベニング・ウェントワースが払下げ、イギリスの首相で大ピットの義兄弟であるジョージ・グレンヴィルにちなんでグレンビルと名付けられた。しかし、チャールズタウンの第4砦が近く、フレンチ・インディアン戦争の敵対関係が続いていたので、開拓は遅れた。それでも1761年にはニューポートとして法人化された。この名前は傑出したイギリス軍人かつ政治家だったヘンリー・ニューポートにちなむものだった。
1763年に最初に入植したのはコネチカットのノースキリングワースから移ってきた開拓者だった。アブサロム・ケルシーがその初期開拓者の1人だった。ケルシーが森を切り払う第一打はニューポートのクレアモントヒルの麓にあるD・F・パイク農園がある所だった。当時、コネチカット川が唯一の交通路だったが、1767年にはチャールズタウンまで道路が切り開かれた。翌年、最初の製粉所が設立された。しかし、州政府は山脈の向こうにあり、その待遇に不満を抱いたニューポートは、1781年にコネチカット川沿いの他の33の町と合流して、ニューハンプシャー州から脱退し、バーモント州に加わった。しかし1782年、ジョージ・ワシントンがバーモントとの統合を解除し、再度ニューハンプシャー州に加わることになった。
ニューポートの地域は農業に適した肥沃な土壌があり、シュガー川やその南支流の豊富な水力もあったので、工場を動かして繁栄するようになった。最初の綿糸工場は1813年にジェイムズ・D・ウォルコット大佐が設立した。キャビネット工場が栄え、素晴らしい家具を製造した。1817年、エリー運河に触発された事業家が、コネチカット川とメリマック川を繋ぐ運河の掘削を提案した。この運河はシュガー川に始まり、その水源としてスナピー湖を貯水池に使うことになっていた。この計画は始める前に放棄された。1871年シュガー川鉄道がブラッドフォードからニューポートまで開通した。
しかし、工業開発の中心として川が再編された。1820年、クレアモント、スナピーおよびニューポートの工場所有者が合同でスナピー・ダム会社を結成し、シュガー川の流量を規制するダムを建造し、乾季でも工場を操業できるようにした。この計画はうまくいき、流域では120以上の水車が稼働することになった。人口が2,020人になっていた1859年、町には毛織物工場3か所、革なめし場2か所があった。1842年に設立されたシブリー・サイス社は、サイス（大鎌）を製造し、パナマ運河の建設時にジャングルを払うために使われた。同社は1898年に閉鎖された。
この工場町には、エリアス・カーターが設計し1823年に建設された南会衆派教会、1886年に建設されたニューポート・オペラハウス、1898年にセス・メイソン・リチャーズ大佐の家として建設された現在のリチャーズ自由図書館など重要な建築物がある。

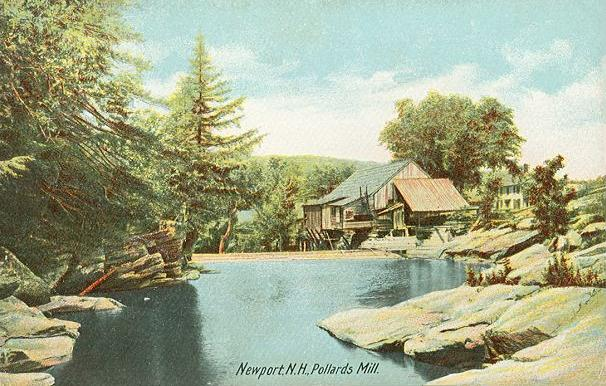
ポラーズ・ミル、1906年
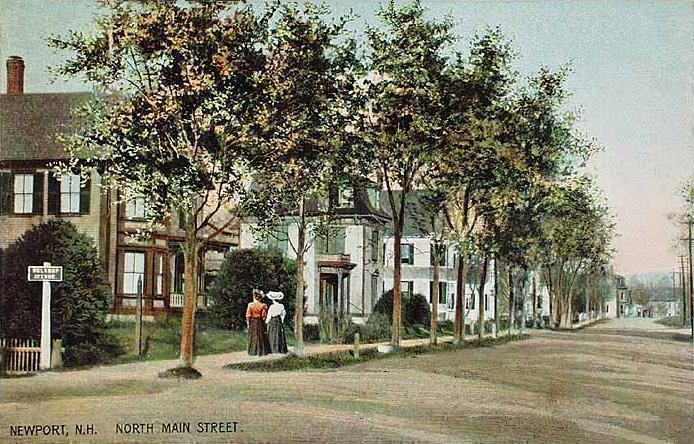
北メインストリート、1908年頃
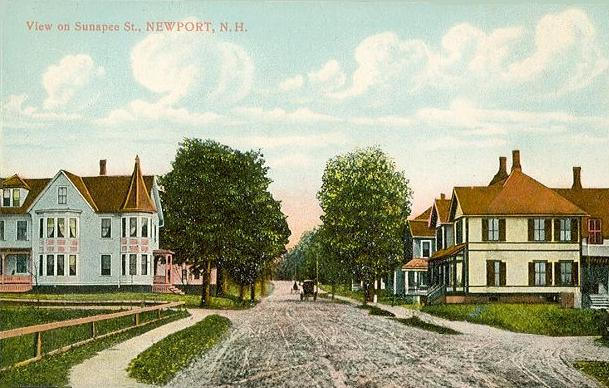
スナピー通り、1908年
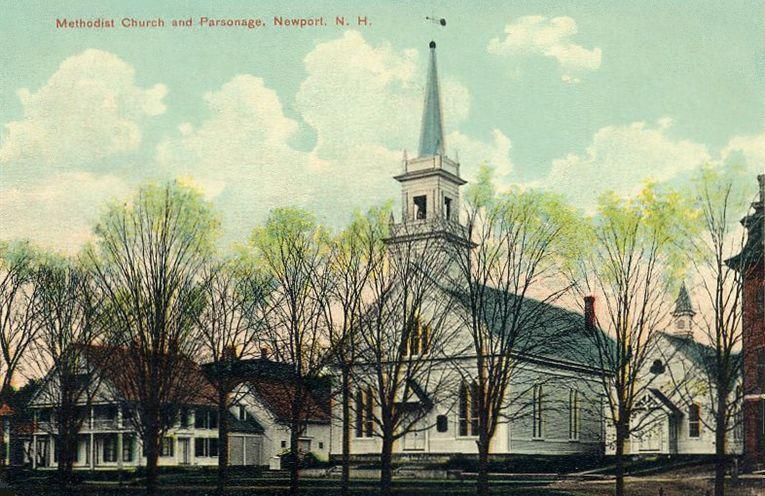
メソジスト教会、1909年

## 地理

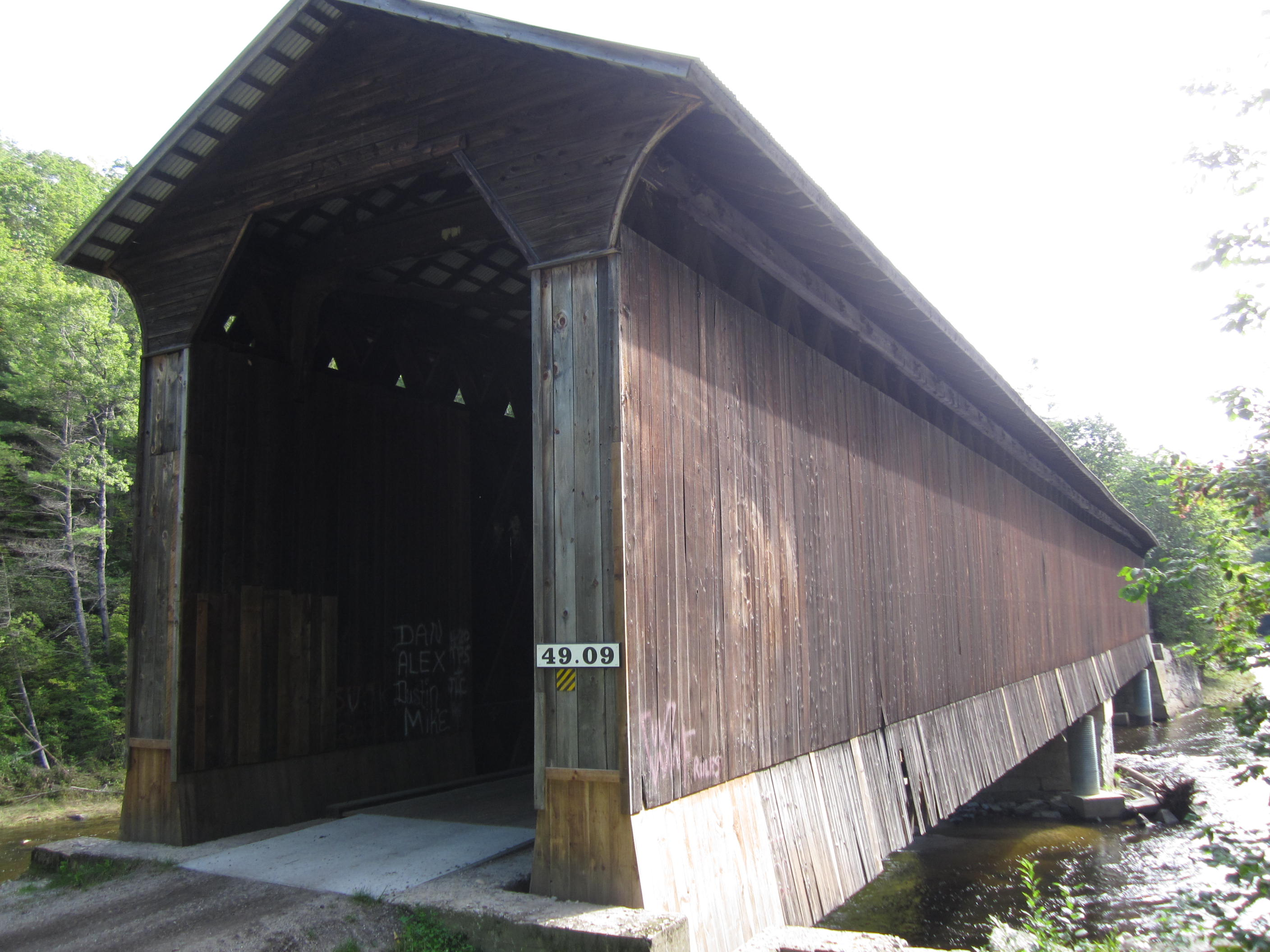
ライツ屋根付き橋

アメリカ合衆国国勢調査局に拠れば、町域全面積は43.7平方マイル (113 km2)であり、このうち陸地43.6平方マイル (113 km2)、水域は0.1平方マイル (0.26 km2)で水域率は0.18% である。ニューポート町の中央部分、国勢調査指定地域とされている部分は10.9平方マイル (28 km2) ある。
町内はシュガー川とその南支流が流れ、町の中心で合流している。北支流はニューポートの北、ノースニューポートの東でシュガー川に合流している。町内最高地点は標高約1,920フィート (590 m) の無名の稜線であり、町の南側境にある。
町内をニューハンプシャー州道10号線、同11号線、同103号線が通っている。町内にパーリン・フィールド空港がある。

## 人口動態

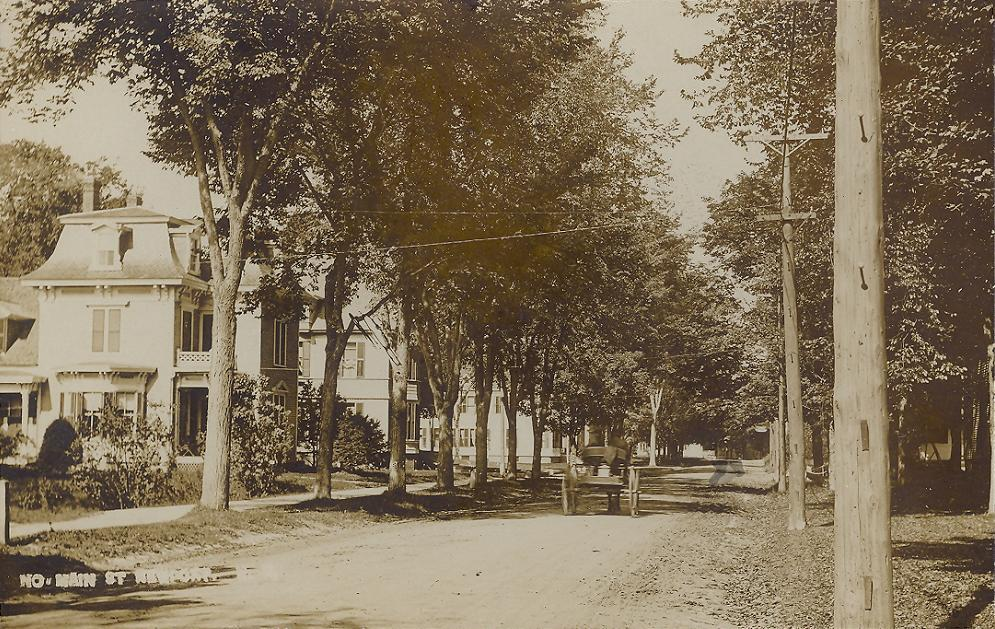
北メインストリート、1914年

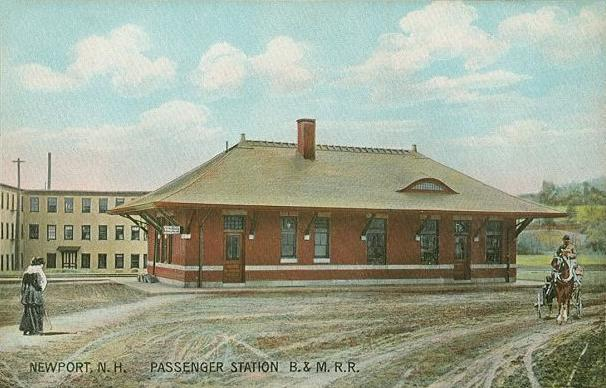
ボストン・アンド・メイン鉄道の駅、1907年

ニューポートには、1900年に3,126人、1910年に3,765人、1940年に5,304人が住んでいた。
以下は2000年国勢調査による人口統計データである。
| 基礎データ - 人口: 6,269 人 - 世帯数: 2,473 世帯 - 家族数: 1,656 家族 - 人口密度: 55.6人/km2（143.9 人/mi2） - 住居数: 2,633 軒 - 住居密度: 23.3 軒/km2（60.4 軒/mi2） 人種別人口構成 - 白人: 98.01% - アフリカン・アメリカン: 0.14% - ネイティブ・アメリカン: 0.21% - アジア人: 0.35% - 太平洋諸島系: 0.00% - その他の人種: 0.11% - 混血: 1.18% - ヒスパニック・ラテン系: 0.56% 年齢別人口構成 - 18歳未満: 26.5% - 18-24歳: 7.1% - 25-44歳: 29.2% - 45-64歳: 21.8% - 65歳以上: 15.3% - 年齢の中央値: 37歳 - 性比（女性100人あたり男性の人口） - 総人口: 97.0 - 18歳以上: 88.3 | 世帯と家族（対世帯数） - 18歳未満の子供がいる: 31.9% - 結婚・同居している夫婦: 51.1% - 未婚・離婚・死別女性が世帯主: 10.4% - 非家族世帯: 33.0% - 単身世帯: 25.7% - 65歳以上の老人1人暮らし: 12.2% - 平均構成人数 - 世帯: 2.49人 - 家族: 2.95人 収入と家計 - 収入の中央値 - 世帯: 37,442米ドル - 家族: 45,508米ドル - 性別 - 男性: 31,807米ドル - 女性: 22,788米ドル - 人口1人あたり収入: 16,964米ドル - 貧困線以下 - 対人口: 14.4% - 対家族数: 10.8% - 18歳未満: 19.3% - 65歳以上: 10.0% |

### 町の中心

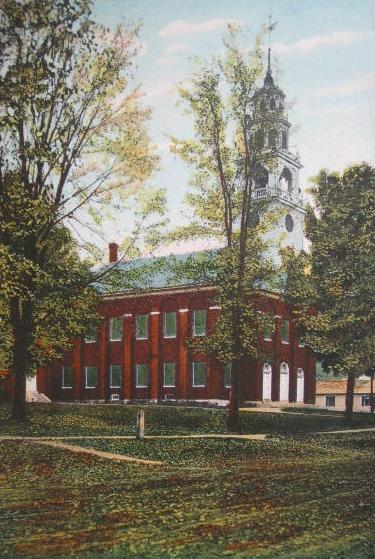
南会衆派教会、1910年頃

以下は町の中心（国勢調査指定地域）のみについて、2000年国勢調査による人口統計データである。
| 基礎データ - 人口: 4,008 人 - 世帯数: 1,581 世帯 - 家族数: 1,019 家族 - 人口密度: 141.6人/km2（366.5 人/mi2） - 住居数: 1,676 軒 - 住居密度: 59.2 軒/km2（153.3 軒/mi2） 人種別人口構成 - 白人: 96.13% - アフリカン・アメリカン: 0.22% - ネイティブ・アメリカン: 0.22% - アジア人: 0.17% - その他の人種: 0.07% - 混血: 1.17% - ヒスパニック・ラテン系: 0.45% 年齢別人口構成 - 18歳未満: 27.0% - 18-24歳: 7.7% - 25-44歳: 29.8% - 45-64歳: 20.1% - 65歳以上: 15.3% - 年齢の中央値: 36歳 - 性比（女性100人あたり男性の人口） - 総人口: 93.7 - 18歳以上: 84.7 | 世帯と家族（対世帯数） - 18歳未満の子供がいる: 31.8% - 結婚・同居している夫婦: 48.1% - 未婚・離婚・死別女性が世帯主: 10.8% - 非家族世帯: 35.5% - 単身世帯: 27.8% - 65歳以上の老人1人暮らし: 13.5% - 平均構成人数 - 世帯: 2.47人 - 家族: 3.00人 収入と家計 - 収入の中央値 - 世帯: 35,788米ドル - 家族: 44,453米ドル - 性別 - 男性: 31,676米ドル - 女性: 22,146米ドル - 人口1人あたり収入: 16,389米ドル - 貧困線以下 - 対人口: 16.1% - 対家族数: 10.7% - 18歳未満: 20.6% - 65歳以上: 12.9% |

## 著名な出身者
- サラ・ジョセファ・ヘイル、詩人、小説家、童謡『メリーさんのひつじ』の作詞者